# セグメント (自動車)
自動車におけるセグメント とは、主に欧州でマーケティング手法として統計調査に使用される乗用車の分類概念であり、調査主体や調査目的により区分や名称が変わる。また国や年代によって基準も異なるが、世間では主に欧州のセグメントを基準に語られる。

## 解説

### 調査会社での使用例
調査会社としては、欧州のグローバルインサイト社、マーケティングシステムズ社（現R. L. Polk社）、で用いられている。グローバルインサイト社は、車両寸法、全長、価格、イメージ、装備など複数要件を勘案した分類であり、マーケティングシステムズ社は単純に全長を基準とした分類である。
ボディサイズの大型化、高級化やダウンサイジングなど、メーカーのコンセプト変更により価格やイメージの変化もあり、現在ではマーティングシステムズ社による全長を基準とした分類が混乱しない最善の解釈となっている。ライバル関係や価格、イメージを指すものではなく、全長によるグループ分類としてセグメント分類を考えることが、混乱を生まない分類や解釈に繋がる。

### 広告や販売目的での使用
マーケティング手法として車両寸法や価格のなどが同程度の車種を同じ区分とすることから、車両の位置付けや、ライバル車との対比のため、メーカーがプレスリリースにも使用する。

### 国際比較の困難性と混乱
アメリカやイギリスでは、クラス (class) という概念で分類することが多いが、車を取り巻く道路環境（インフラストラクチャー）や車文化の違いによって、アメリカでのクラス、イギリスでのクラス、欧州大陸でのセグメントに違いが生じる。また、欧州であっても国により分類やセグメントの名称が違う。

### 日本では自動車評論家の独自解釈が混乱を招く
日本では一般ユーザーや自動車販売の営業現場でもセグメントという用語は一般的に全く使われない。自動車雑誌やウェブ上で、車文化の違いや調査主体により変わる分類方法や区分名称を理解せず、更に混同して用いる自動車評論家がいるため、しばし混乱が生じる。
ボディサイズの大型化やメーカーのコンセプト変更に伴い、グローバルインサイト社の分類に収まらない車が多数存在する。現在では、マーケティングシステムズ社の分類による車体寸法（全長）のみで分類を行う方法が有効である。よって、ボディサイズの分類手法として、セグメント（ボディサイズ分類）で行い、ライバル関係や価格、ボディ形状、イメージを混同して考えないことが明快な手法である。
同一セグメント内にはセダン、クーペ、SUV、RVなど、多様なボディ形状が混在する。ライバル関係やボディ形状を表すものでなく、車体寸法（全長）のみでグループ分類として考えるものであり、日本の自動車評論家が用いる混同は一切発生しない。

### 欧州委員会での著述
欧州委員会から1999年3月17日に公開された、現代自動車による起亜自動車の吸収合併手続きに関する文書にセグメントについての言及があり、車両サイズ、全長、価格、イメージ、装備など複数要件を勘案した6分類、とボディースタイルによる独立区分として、セグメント-S（スポーツ・クーペ）、セグメント-M（マルチパーパスカー）、セグメント-J (SUV) の3分類、合計9分類となるセグメントが「以前に使用されていた最も狭義の分類」として例示されている。なお欧州委員会としては、現代自動車と起亜自動車の合併手続きにあたって、分類や区分の定義は不要として明確にしていない。

## グローバルインサイト社の分類
Aセグメント (A-Segment)
スモールカー (Small Car)
例：各種軽自動車、5ナンバー区分の、フォード・Ka、フィアット・500
Bセグメント (B-Segment) - 日本で言うところのコンパクトカーに近似。
スーパーコンパクト (Super Compact)
例：フォルクスワーゲン・ポロ、フォード・フィエスタ
Cセグメント (C-Segment) - 1990年代末期の日本で言うところのフルサイズのコンパクトカーに近似
ロワーミディアム (Lower Medium)
例：トヨタ・カローラ/オーリス、フォルクスワーゲン・ゴルフ、フォード・フォーカス
Dセグメント (D-Segment)
アッパーミディアム (Upper Medium)
例：トヨタ・マークX, 日産・スカイライン、ベンツ・Cクラス、BMW・3シリーズ
Eセグメント (E-Segment)
エグゼクティブ (Executive)
例：メルセデス・ベンツ・Eクラス、BMW・5シリーズ、日産・フーガ、トヨタ・クラウン

## マーケティングシステムズ社の分類
セグメント-ミニ (Segment-Mini)
全長 約3.5 m以下
セグメント-スモール (Segment-Small)
全長 約3.5 m超 約3.85 m以下
セグメント-ロアーミディアム (Segment-Lower medium)
全長 約3.85 m超 約4.3 m以下
セグメント-ミディアム (Segment-medium)
全長 約4.3 m超 約4.65 m以下
セグメント-アッパーミディアム (Segment-Upper medium)
全長 約4.65 m超 約4.9 m以下
セグメント-ラグジェアリー (Segment-Luxury)
全長 約4.9 m超
グローバルインサイト社の分類と混同してFセグメントと記述される場合がある。

## 定義者による独自の分類
Fセグメント (F-Segment)
定義者による独自の分類、もしくは調査会社などによる分類の混同である。分類名のFは、グローバルインサイト社の最上級分類Eの次であるF, フルサイズ (Full size) の頭文字であるFなどが考えられるが、分類基準と併せて明確な定義はない。グローバルインサイト社、マーケティングシステムズ社の分類としては存在しない。

## 欧州委員会の分類
企業の吸収合併審査時に、乗用車の区分による売上シェア算定に用いられる。分類は、車両サイズ、全長、価格、イメージ、装備など複数要件によるとして明確な基準は示されていない。
セグメント-A (Segment-A)
ミニカー (mini cars)
セグメント-B (Segment-B)
スモールカー (small cars)
セグメント-C (Segment-C)
ミディアムカー (medium cars)
セグメント-D (Segment-D)
ラージカー (large cars)
セグメント-E (Segment-E)
エグゼクティブカー (executive cars)
セグメント-F (Segment-F)
ラグジュアリーカー (luxury cars)
セグメント-S (Segment-S)
スポーツクーペ (sport coupes)
セグメント-M (Segment-M)
マルチパーパスカー (multi purpose cars)
セグメント-J (Segment-J)
オフロード車を含むスポーツユーティリティーカー (sport utility cars (including off-road vehicles))

## インド自動車工業会の分類
インド自動車工業会 (SIAM) によるセグメント分類基準は以下の通りである。
旧基準（2011年7月以前）
A1セグメント
全長3,400mm以下
A2セグメント
全長3,400mm超4,000mm以下
A3セグメント
全長4,000mm超4,500mm以下
A4セグメント
全長4,500mm超4,700mm以下
A5セグメント
全長4,700mm超5,000mm以下
A6セグメント
全長5,000mm超
新基準（2011年8月以降）
マイクロ セグメント
総排気量800cc以下、全長3,400mm以下
ミニ セグメント
総排気量800cc超1000cc以下、全長3,400mm超3,600mm以下
コンパクト セグメント
総排気量1000cc超1400cc以下、全長3,600mm超4,000mm以下
C1セグメント
総排気量1400cc超1600cc以下、全長4,000mm超4,250mm以下
C2セグメント
総排気量1400cc超1600cc以下、全長4,250mm超4,500mm以下
Dセグメント
総排気量1600cc超2000cc以下、全長4,500mm超4,700mm以下
Eセグメント
総排気量2000cc超3000cc以下、全長4,700mm超5,000mm以下
Fセグメント
総排気量3000cc超5000cc以下、全長5,000mm超